# Massy-Verrières (doyenné)
Le secteur pastoral de Massy-Verrières est une circonscription administrative de l'église catholique de France, subdivision du diocèse d'Évry-Corbeil-Essonnes.

## Histoire
Le synode diocésain de 1987 a modifié le statut du doyenné en secteur pastoral.

## Organisation
Le secteur pastoral de Massy-Verrières est rattaché au diocèse d'Évry-Corbeil-Essonnes, à l'archidiocèse de Paris et à la province ecclésiastique de Paris. Il est situé dans le vicariat Nord et la zone urbaine du diocèse.

### Paroisses suffragantes
Le siège du doyenné est fixé à Massy. Le secteur pastoral de Massy-Verrières regroupe les paroisses des communes de:
- Massy (trois paroisses),
- Verrières-le-Buisson.

### Prêtres responsables
| Période                                  | Période  | Identité            | Fonction précédente | Observation |
| ---------------------------------------- | -------- | ------------------- | ------------------- | ----------- |
| ?                                        | en cours | Jean-Paul Weulersse |                     | -           |
| Les données manquantes sont à compléter. |          |                     |                     |             |

## Patrimoine religieux remarquable
- Église Notre-Dame de l'Assomption à Verrières-le-Buisson.

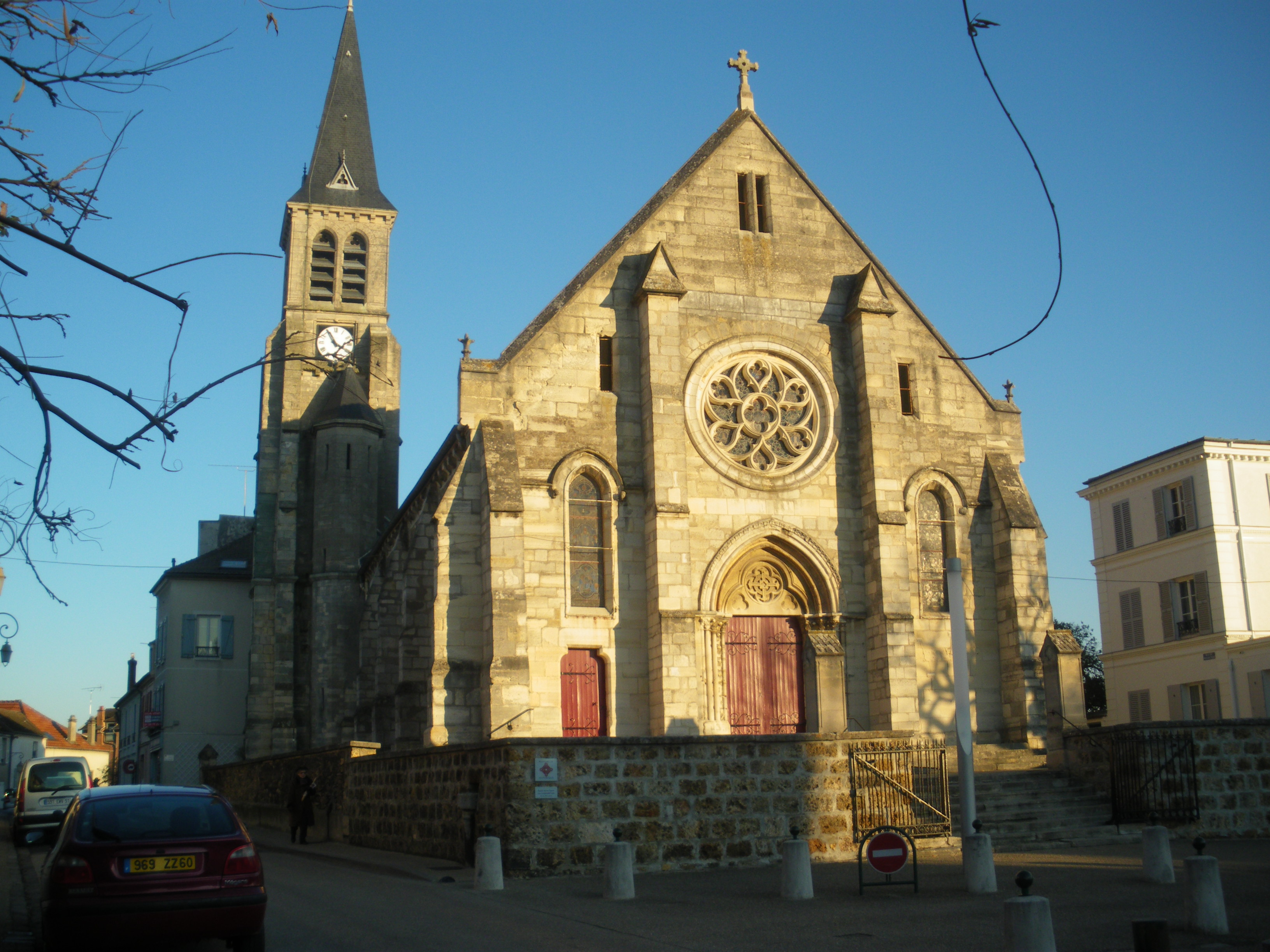
L'église Notre-Dame-de-l'Assomption de Verrières-le-Buisson.

## Pour approfondir

## Sources
1. ↑  « Carte du découpage en secteurs sur le site du diocèse. »(Archive.org • Wikiwix • Archive.is • Google • Que faire ?) Consulté le 10/08/2010.